# Superache
 (juillet 2024).
La mise en forme du texte ne suit pas les recommandations de Wikipédia : il faut le « wikifier ».
Les points d'amélioration suivants sont les cas les plus fréquents. Le détail des points à revoir est peut-être précisé sur la page de discussion.
- Les titres sont pré-formatés par le logiciel. Ils ne sont ni en capitales, ni en gras.
- Le texte ne doit pas être écrit en capitales (les noms de famille non plus), ni en gras, ni en italique, ni en « petit »…
- Le gras n'est utilisé que pour surligner le titre de l'article dans l'introduction, une seule fois.
- L'italique est rarement utilisé : mots en langue étrangère, titres d'œuvres, noms de bateaux, etc.
- Les citations ne sont pas en italique mais en corps de texte normal. Elles sont entourées par des guillemets français : « et ».
- Les listes à puces sont à éviter, des paragraphes rédigés étant largement préférés. Les tableaux sont à réserver à la présentation de données structurées (résultats, etc.).
- Les appels de note de bas de page (petits chiffres en exposant, introduits par l'outil «  Source ») sont à placer entre la fin de phrase et le point final[comme ça].
- Les liens internes (vers d'autres articles de Wikipédia) sont à choisir avec parcimonie. Créez des liens vers des articles approfondissant le sujet. Les termes génériques sans rapport avec le sujet sont à éviter, ainsi que les répétitions de liens vers un même terme.
- Les liens externes sont à placer uniquement dans une section « Liens externes », à la fin de l'article. Ces liens sont à choisir avec parcimonie suivant les règles définies. Si un lien sert de source à l'article, son insertion dans le texte est à faire par les notes de bas de page.
- La présentation des références doit suivre les conventions bibliographiques. Il est recommandé d'utiliser les modèles {{Ouvrage}}, {{Chapitre}}, {{Article}}, {{Lien web}} et/ou {{Bibliographie}}. Le mode d'édition visuel peut mettre en forme automatiquement les références.
- Insérer une infobox (cadre d'informations à droite) n'est pas obligatoire pour parachever la mise en page.

Pour une aide détaillée, merci de consulter Aide:Wikification.
Si vous pensez que ces points ont été résolus, vous pouvez retirer ce bandeau et améliorer la mise en forme d'un autre article.
 (août 2024).
Albums de Conan Gray
Kid Krow Found Heaven
Singles
Superache est le second album de l'auteur et interprète Conan Gray. Sorti le 24 juin 2022 chez Republic Records, l'album est comme un continuum de son premier album, Kid Krow (2020). Décrit par Conan Gray comme le résultat de son cœur brisé, l'album aborde des thèmes tels que les traumatismes d'enfance, l'abus subit par la violence de ses parents mais aussi l'amitié et l'amour basé sur ce qu'il a vécu en grandissant.
La sortie de Superache a été précédée par les singles Astronomy, People Watching, Jigsaw, Memories, et Yours, alors qu'Overdrive et Telepath étaient inclus en tant que chansons bonus pour l'édition japonaise. Bien qu'un album de pop, Superache contient des éléments de dance-pop, synth-pop, et indie pop. L'album a été accueilli avec enthousiasme par la critique, les critiques louant la performance vocale de Gray, sa production, son lyrisme honnête et son style différent comparé à son prédécesseur. L'album a débuté à la neuvième place sur le Billboard 200 US, et a passé douze semaines sur le classement.

## Origines
Conan Gray a confié à Tomas Mier de Rolling Stone que cet album a été créer autour de la chanson Family Line. Ce son parle de traumatismes d'enfances et de traumatismes générationnelles ainsi que son éducation difficiles. Plus joyeux, Best Friend parle de sa meilleure amie d'enfance, Ashley, qui est mentionné dans le second couplet de Disaster.

## Accueil des critiques
Superache a été acclamé par les critiques musicaux après sa sortie. Sur Metacritic, qui attribue une note normalisée sur 100 aux notes des publications, l'album a reçu une note de 81 sur la base de 4 critiques, indiquant une « reconnaissance universelle ».
Georgia Evans de NME a attribué à l'album quatre étoiles sur cinq et a écrit « c'est peut-être théâtral, mais 'Superache' semble toujours profond et honnête. Coupez les crescendos et vous trouverez une vraie tendresse. 'Je vais juste prendre un note de bas de page dans ta vie / Et tu pourrais prendre mon corps / Chaque ligne que j'écrirais pour toi », chante-t-il sur « Footnote », inspiré par Orgueil et préjugés et par la prise de conscience que l'amour non partagé ne correspond pas à une romance fictive. Cependant : Gray sait que ce genre d'amour global est douloureux – et il est prêt à le ressentir de plein fouet. ».
Gem Stokes de Clash a écrit « Superache est une évolution définitive pour Gray. Un tournant plus mûr depuis ses débuts « Kid Krow », « Superache » continue d'illustrer le talent de Gray pour le pop bops, mais avec une introspection mûrie. ».
Matt Collar d'AllMusic a écrit « Superache est un disque plus grand et plus robuste que Kid Krow de 2020, tout en conservant et en développant à bien des égards les qualités de journal sincères qui ont fait de Gray une telle affiche pour les adolescents tristes d'Internet". Maura Johnston de Rolling Stone a écrit : « Sur son deuxième album, le YouTuber de 23 ans devenu pop star se révèle être un observateur avisé de la condition humaine, racontant des scènes quotidiennes et mettant en évidence ces détails d'une fraction de seconde dans des interactions qui peuvent créer un sentiment d'émotion. le rapport chaleureux entre deux personnes se transforme en pergélisol ».

## Performances commerciales
Superache a fait ses débuts au numéro neuf du Billboard 200 américain, avec 43 000 unités équivalentes à l'album. Il s'agissait de la deuxième entrée consécutive de Gray dans le top dix du classement, après son premier album, Kid Krow.

## Liste des pistes
Toutes les chansons sont écrites et composées par Conan Gray et Dan Nigro, sauf si le contraire est précisé. Toutes les pistes sont produites par Dan Nigro, sauf si le contraire est précisé.
| 1.    | Movies          | 3:34 |
| 2.    | People watching | 2:38 |
| 3.    | Disaster        | 2:33 |
| 4.    | Best friend     | 2:28 |
| 5.    | Astronomy       | 4:03 |
| 6.    | Yours           | 3:24 |
| 7.    | Jigsaw          | 3:28 |
| 8.    | Family Line     | 3:36 |
| 9.    | Summer child    | 3:00 |
| 10.   | Footnote        | 3:34 |
| 11.   | Memories        | 4:08 |
| 12.   | The Exit        | 4:41 |
| 40:17 |                 |      |

| Chansons bonus sur les CD japonais | Chansons bonus sur les CD japonais | Chansons bonus sur les CD japonais | Chansons bonus sur les CD japonais | Chansons bonus sur les CD japonais | Chansons bonus sur les CD japonais | Chansons bonus sur les CD japonais | Chansons bonus sur les CD japonais | Chansons bonus sur les CD japonais | Chansons bonus sur les CD japonais |
| No                                 | Titre                              | Durée                              |                                    |                                    |                                    |                                    |                                    |                                    |                                    |
| ---------------------------------- | ---------------------------------- | ---------------------------------- | ---------------------------------- | ---------------------------------- | ---------------------------------- | ---------------------------------- | ---------------------------------- | ---------------------------------- | ---------------------------------- |
| 13.                                | Overdrice                          | 3:03                               |                                    |                                    |                                    |                                    |                                    |                                    |                                    |
| 14.                                | Telepath                           | 3:14                               |                                    |                                    |                                    |                                    |                                    |                                    |                                    |
| 46:40                              |                                    |                                    |                                    |                                    |                                    |                                    |                                    |                                    |                                    |

## Personnel
Les musiciens
- Conan Gray – chant principal et fond (toutes les pistes), baryton (piste 3), guitare acoustique (9)
- Dan Nigro – guitare acoustique (1, 4, 5, 8-12), chant de fond (1, 2, 4-12), basse (1, 2, 4, 6-8, 10, 12), programmation de batterie (1, 2, 4, 6, 8, 10-12), guitare électrique (1, 2, 5, 7, 8, 10, 12), piano (1, 2, 4-6, 8, 12), programmation de synthétiseur ( 1, 6, 8, 10), percussions (2, 12), synthétiseur (2), orgue (6, 11), batterie (7, 11), programmation (7)
- Julia Michaels – chant de fond (2)
- Lois Sterling – batterie (2, 6)
- Ryan Linvill – programmation (2, 5), basse (5, 8, 10-12), saxophone (6, 12), programmation de batterie (8, 10), programmation de synthétiseur (8, 12), guitare électrique (11)
- Cirkut – programmation batterie, claviers, programmation synthétiseur (3)
- Ben Romans – piano (11)
- Paul Cartwright – alto, violon (12)

Technique
- Randy Merrill – mastering
- Serban Ghenea – mélange (1–3, 11)
- Mitch McCarthy – mixage (4, 6-10, 12)
- Daniel Nigro – mixage (5), ingénierie (1, 2, 4-12)
- Ryan Linvill – ingénierie (1, 2, 4-12)
- Cirkut – ingénierie (3)

Autres artistes
- Conan Gray – direction créative, direction artistique, design
- Ryan Rogers – direction artistique
- Connor Dewhurst – conception
- Brian Ziff – photographie

## Certifications
| Région                                                                                                 | Certification | Ventes/Streams |
| --- | ------------- | -------------- |
| [ 7 ]                                                                                                  |               | 0              |
| [ 7 ]                                                                                                  |               | 0              |
| *Ventes selon la certification ^Mise en rayon selon la certification xNon précisé par la certification |               |                |

## Historique de la sortie
| Région      | Date         | Format    | Édition                      | Étiquette  | Réf.   |
| ----------- | ------------ | --------- | ---------------------------- | ---------- | ------ |
| Divers      | 24 juin 2022 | Streaming | Standard                     | République | ,      |
| Australie   | 24 juin 2022 | CD        | Standard                     | République | [ 10 ] |
| Canada      | 24 juin 2022 | CD        | Standard                     | République | [ 11 ] |
| Royaume-Uni | 24 juin 2022 | CD        | Standard                     | République | [ 12 ] |
| États-Unis  | 24 juin 2022 | CD        | Standard                     | République | [ 13 ] |
| États-Unis  | 24 juin 2022 | CD        | Cible exclusive              | République | [ 14 ] |
| Japon       | 24 juin 2022 | CD        | Pistes bonus                 | République | [ 15 ] |
| Canada      | 24 juin 2022 | LP        | Standard                     | République | [ 16 ] |
| Royaume-Uni | 24 juin 2022 | LP        | Standard                     | République | [ 17 ] |
| États-Unis  | 24 juin 2022 | LP        | Standard                     | République | [ 18 ] |
| États-Unis  | 24 juin 2022 | LP        | Cible exclusive              | République | [ 14 ] |
| États-Unis  | 24 juin 2022 | LP        | Exclusivité Urban Outfitters | République | [ 19 ] |
| États-Unis  | 24 juin 2022 | Cassette  | Standard                     | République | [ 20 ] |